# Emilienne Farny
Émilienne Farny (* 16. Mai 1938 in Neuchâtel; † 7. Juni 2014 in Lausanne) war eine Schweizer Malerin und Bildhauerin.

## Biographie
Farny wurde 1938 in Neuenburg geboren. Zunächst ließ sie sich in Lausanne künstlerisch ausbilden und wechselte ab 1962 nach Paris. Hier interessierte sie sich besonders für Pop Art, beispielsweise die Kunst von David Hockney und Edward Hopper. Nach Lausanne kehrte Farny 1972 zurück. Gegen Ende ihrer Schaffenszeit befasste sie sich auch mit Graffiti und Werbung. Farny war mit dem Museumsdirektor Michel Thévoz verheiratet.

## Ausstellungen
- 1997: Fondation Moret, Martigny
- 2000: Espace Saint-François, Lausanne
- 2001: Maison Visinand, Montreux
- 2006: Galerie des amis des arts, Neuchâtel
- 2008: Galerie de l’Univers, Lausanne
- 2009: Galerie du Château, Renens
- 2010: Galerie Bis Heute, Bern
- 2013: Fondation Pierre Gianadda, Martigny
- 2014: Galerie du Château, Renens

## Publikationen
- Émilienne Farny: Paysage après meurtre. Texte von Alain Jouffroy, Bertil Galland, Christophe Gallaz, Claude Frochaux, Michel Thévoz, Roland Jaccard und Jacques Chessex. 70 Farbeproduktionen. Kesselring, Lausanne 1989.